# Aedes vittatus
Aedes vittatus és una espècie de mosquit, descrit per primer cop el 1861 per Bigot sota el nom binomial Culex vittatus a partir d'espècimens recollits a Còrsega. Classificat successivament als subgèneres Stegomyia (Edwards l'any 1932) i Aedimorphus (Huang el 1977), el 2000 l'espècie fou de novament reclassificada per Reinert al nou subgènere Fredwardsius com a espècie tipus d'aquest subgènere monotípic.

## Morfologia
Com moltes altres espècies del gènere Aedes les formes adultes, presenten un color marró negrós, amb alguns motius d'escates de color blanc. La tíbia de les potes posteriors presenta una característica banda blanca central. Els tarsòmers I-III de les potes centrals i davanteres tenen una banda blanca a la base, mentre que a les posteriors també hi ha banda blanca basal al quart tarsòmer i el cinquè tarsòmer és totalment blanc.
Un tret característic visible pràcticament a ull nu d’Ae. vittatus és la presència de dos o tres parells de punts simètrics a sobre l'escut (part dorsal del tòrax). La forma del gonostil engruixida a la part terminal i amb l'espina fortament corbada també és característica
Altres trets de caràcter diagnòstic pel que fa les fases larvàries són la presència de setes a la banda exterior del cap i a l'antena ramificades en forma de plomall.

## Ecologia
Espècie de distribució paleàrtica s'ha citat als següents països: Algèria, Angola, Aràbia Saudita, Bangladesh, Benín, Botswana, Burkina Faso, Cambodja, Camerun, Illes Comores, Costa d'Ivori, Djibouti, Espanya, Etiòpia, França, Gabon, Gàmbia, Ghana, Guinea, Iemen, Índia, Iran, Itàlia, Kenya, Laos, Libèria, Madagascar, Malawi, Malàisia, Mali, Moçambic, Namíbia, Nepal, Níger, Nigèria, Pakistan, Portugal, República Centreafricana, República Democràtica del Congo (Zaire), Senegal, Sierra Leone, Somàlia, Sri Lanka, Sud-àfrica, Sudan i Sudan del Sud, Tanzània, Tailàndia, Tunísia, Uganda, Vietnam, Xina, Zàmbia i Zimbabwe. Segons la literatura científica actual a Espanya presenta una distribució dispersa potser més extensa del que es creu degut a la manca d'estudis sobre aquesta espècie i als culícids en general; havent-se descrit entre altres a llocs de les províncies de Castelló, Alacant, Barcelona, Girona i també a les illes Balears.
Les etapes immadures desenvolupen en arquetes de clavegueram, forats de petjades d'animals, barques, pous, troncs d'arbre, forats d'arbre, copes de bambú i olles, estris abandonats, forats a les roques, en bassals o llits de riu, i corall, i ocasionalment al cim de l'estació reproductiva, drenatges de formigó. Les etapes immadures s'han trobat associades a les d’Aedes albopictus, Aedes malayensis i espècies del gènere Culex.
Les femelles adultes piquen durant unes poques hores al dia amb una activitat màxima crepuscular entre les 18:00 i 21:00 hores. En un estudi dut a terme al nord de Nigèria no es va capturar cap adult en trampes emprant com a esquer a cabres, ovelles, mones o porcs; el porc espí es va revelar com l'amfitrió més important en l'àrea.

## Importància mèdica
Aquest mosquit també pica als humans, Aedes vittatus pot transmetre el virus de la febre groga en mones al laboratori i es sospita de la seva participació com a vector a l'epidèmia del 1940 a la muntanya Nuba al Sudan de la que s'estima que causà uns 15.000 casos humans i que causà uns 1.500 morts. Aedes vittatus és, potencialment, capaç de transmetre el virus del Zika, agent causal de la febre de Zika; i del chikungunya.